# Spoorlijn Corbeil-Essonnes - Montereau
De spoorlijn Corbeil-Essonnes - Montereau is een Franse spoorlijn van Corbeil-Essonnes naar Montereau, ook gekend als de lijn van Corbeil-Essonnes naar Montereau via Melun, of de CMM-lijn. De lijn is net geen 61 km lang, heeft een maximaal stijgingspercentage van 4‰ en heeft als lijnnummer 746 000.
De spoorlijn ligt in de Franse departementen Essonne (over 8 km) en Seine-et-Marne (over 53 km) in de regio Île-de-France. Op de lijn zit verkeer van de Intercités de nuit, de TER Bourgogne-Franche-Comté (d.i. de Transport express régional van Bourgogne-Franche-Comté), RER D, Transilien R en vrachtvervoer.
Ten zuiden van het station Corbeil-Essonnes scheiden de spoorlijnen naar Montargis en naar Montereau zich, waarbij de lijn naar het meer oostelijke Montereau de meest westelijke van de twee tracés volgt, en gaan beide onder de zeer hoge gemetselde brug van de Route nationale 7. Onmiddellijk daarna bedient de CMM-lijn de stedelijke halte Essonnes - Robinson. Vervolgens lopen beide lijnen aan de overliggende oevers van de Essonne.
Na het station Villabé steekt de CMM-lijn de Essonne-vallei en het riviereiland Île du Moulin Galant over via twee opeenvolgende bruggen, passeert in een rechte hoek onder de spoorlijn Villeneuve-Saint-Georges - Montargis en gaat de Essonnetunnel binnen die het mogelijk maakt het heuvelrugje tussen Essonne en Seine te dwarsen en zo terug de Seine-vallei te bereiken.
Vanaf dat moment loopt de lijn langs de linkeroever van de Seine, hiervan gescheiden door hoge, steile oevers, langs een zeer bochtige route, door de meanders van de rivier, naar de rand van Melun, veelal met als landschap een panoramisch uitzicht op de Seine en zijn sluizen aan de ene kant en een keermuur aan de andere kant.  Pas bij het naderen van Melun opent de vallei zich meer. Tenslotte sluit de spoorlijn vanuit Corbeil-Essonnes via een gebogen talud aan op de lijn van Parijs-Lyon naar Marseille-Saint-Charles en komt het station van Melun binnen.
Ten zuidoosten van Melun kruist de lijn vervolgens de Seine over de Pont du Pêt-au-Diable. Verder zuidwaarts volgen beide lijnen de meanderkronkelingen van de Seine, de hoofdlijn Parijs-Marseille op de linkeroever, de lijn Corbeil-Essonnes - Monterau volgt oostelijker de rechteroever. Vlak voor Monterau dwarst de laatste loodrecht de Seine over de Pont de Varennes en vervoegt terug de hoofdlijn.

## Elektrische tractie
De lijn is geëlektrificeerd met een gelijkspanning van 1500 volt sinds 27 augustus 1950. 

## Geschiedenis
Een wet van 16 juli 1845 machtigt de concessie van een spoorweg die begint bij Corbeil en aanpikt op de spoorlijn van Parijs naar Lyon op een punt dat niet verder mag liggen dan het station van Melun. De wet van 17 juli 1879 (bekend als het Freycinet-plan) waarbij 181 spoorlijnen werden geclassificeerd in het netwerk van spoorwegen van algemeen belang, vermeldt onder nr.39, een lijn van "de grens van de departementen Seine-et-Oise en Eure-et-Loir, nabij Auneau, bij Melun, bij of nabij Étampes". Het gedeelte van Corbeil naar Melun maakt deel uit van deze strategische route.
De lijn werd op 26 mei 1883 toegewezen aan de Compagnie des chemins de fer de Paris à Lyon et à la Méditerranée (PLM) door een overeenkomst die op 26 mei 1883 werd ondertekend tussen de minister van Openbare Werken en het bedrijf. Deze overeenkomst werd op 20 november bij wet goedgekeurd. Het werd van openbaar nut verklaard en de concessie werd definitief gemaakt door een wet op 22 juli 1889.
De spoorlijn werd in gebruik genomen op 1 juni 1897 en ingehuldigd op 27 juni 1897.
Deze lijn, die destijds werd omschreven als "strategisch of complementair", was bedoeld om de service van de "Grande Ligne, Paris-Lyon" via Fontainebleau te versterken. Reeds in die tijd werd de "Grande Ligne" geconfronteerd met een zeer druk verkeer, de CMM-lijn was bedoeld om de congestie op de hoofdlijn te verlichten en een alternatieve route beschikbaar te hebben in geval van ongeplande onderbrekingen.
De komst van de lijn in Melun leidde tot een grote herinrichting van dit station en de bouw of aanpassing van talrijke kunstwerken, waaronder de brug over de Avenue Thiers bij de westelijke ingang van het station, waarover de sporen van de lijn Parijs-Lyon al liepen.
De oversteek van de Seine ten zuidoosten van de stad Melun werd mogelijk gemaakt door de aanleg van een metalen brug met een aanvankelijke lengte van 147,24 meter. Deze brug, genaamd "de Pont du Pêt-au-Diable" (letterlijk de Duivelssteen), werd op 15 juni 1940 door het Franse leger verwoest en enkele maanden later herbouwd. De brug was in het voorjaar van 1944 het doelwit van geallieerde bombardementen en de Duitsers bliezen hem uiteindelijk op 18 augustus 1944 op. Aan het einde van de oorlog werd begonnen met de wederopbouw en op 1 februari 1946 werd de brug weer opengesteld voor het verkeer.
Bij de opening van de lijn in 1897 werden dertien nieuwe stations gecreëerd naast de reeds bestaande stations van Corbeil, Melun en Montereau: de stations van Villabé, Coudray-Montceaux, Saint-Fargeau, Ponthierry - Pringy, Vosves, Livry-sur-Seine, Chartrettes, Fontaine-le-Port, Héricy, Vulaines-sur-Seine - Samoreau, Champagne-sur-Seine, Vernou-sur-Seine en Grande-Paroisse.
In de tweede helft van de twintigste eeuw werden nog drie bijkomende stations geopend: Gare d'Essonnes - Robinson (1955), Boissise-le-Roi (1955) en Le Plessis-Chenet (1965).